# 445 Една
445 Една (445 Edna) — астероїд зовнішнього головного поясу, відкритий 2 жовтня 1899 року Едвіном Фостером Коддінґтоном у Обсерваторії Ліка.
Тіссеранів параметр щодо Юпітера — 3,059.